# Maria Teresa Rivero i Segalàs
Maria Teresa Rivero i Segalàs (Llavorsí, 11 d'agost de 1967) va ser una política catalana, senadora per Lleida en la X, XI i XII Legislatures.

## Biografia
Diplomada en turisme per la Universitat de Girona en 2001, ha treballat com a funcionària en la Generalitat de Catalunya i en l'ajuntament d'Esterri d'Àneu de 1988 a 1994. Ha estat gerenta del Patronat Comarcal de Turisme de 1994 a 1997 i de 1999 a 2002. Després va treballar en un negoci familiar fins que fou escollida regidora de l'ajuntament d'Esterri d'Àneu per Convergència i Unió a les eleccions municipals espanyoles de 2003, 2007 i 2011. No ha revalidat el seu càrrec en 2015. També ha estat membre del Consell Comarcal del Pallars Sobirà.
A les eleccions generals espanyoles de 2011, 2015 i 2016 fou escollida senadora per Lleida. Ha estat portaveu de les comissions Constitucional i d'Entitats Locals del Senat.